# Raymond Riotte
Raymond Riotte (Sarry, 16 febbraio 1940) è un ex ciclista su strada francese che corse negli anni '60 e '70.

## Carriera
Professionista dal 1967 al 1974, appena approdato al grande ciclismo si impose in una tappa del Tour de France ed indossò, in quella stessa edizione, per 1 giorno la maglia gialla; in quella stessa stagione arrivò terzo nella prova in linea dei campionati nazionali.

## Palmarès

### Strada
- 1965 (Dilettanti)

Campionato di Borgogna
- 1967 (Bic, quattro vittorie)

Bordeaux-Saintes
Ronde de Seignelay
4ª tappa Grand Prix du Midi Libre
12ª tappa Tour de France (Digne-les-Bains > Marsiglia
- 1969 (Mercier, due vittorie)

Parigi-Camembert
2ª tappa Tour du Nord
- 1971 (Sonolor, due vittorie)

4ª tappa Setmana Catalana
7ª tappa-A Parigi-Nizza
- 1974 (Peugeot, una vittoria)

Ronde de Seignelay

## Piazzamenti

### Grandi Giri
- Tour de France

1967: 72º
1968: ritirato (18ª tappa)
1969: 80º
1970: 72º
1971: 34º
1972: 48º
1973: 78º
1974: 79º
- Vuelta a España

1967: 53º